# Myrmeleon torquatus
Myrmeleon torquatus är en insektsart som beskrevs av Navás 1914. Myrmeleon torquatus ingår i släktet Myrmeleon och familjen myrlejonsländor. Inga underarter finns listade i Catalogue of Life.